# Ceratosolen emarginatus
Ceratosolen emarginatus är en stekelart som beskrevs av Mayr 1906. Ceratosolen emarginatus ingår i släktet Ceratosolen och familjen fikonsteklar. Inga underarter finns listade i Catalogue of Life.